# Westland Whirlwind (ala fija)

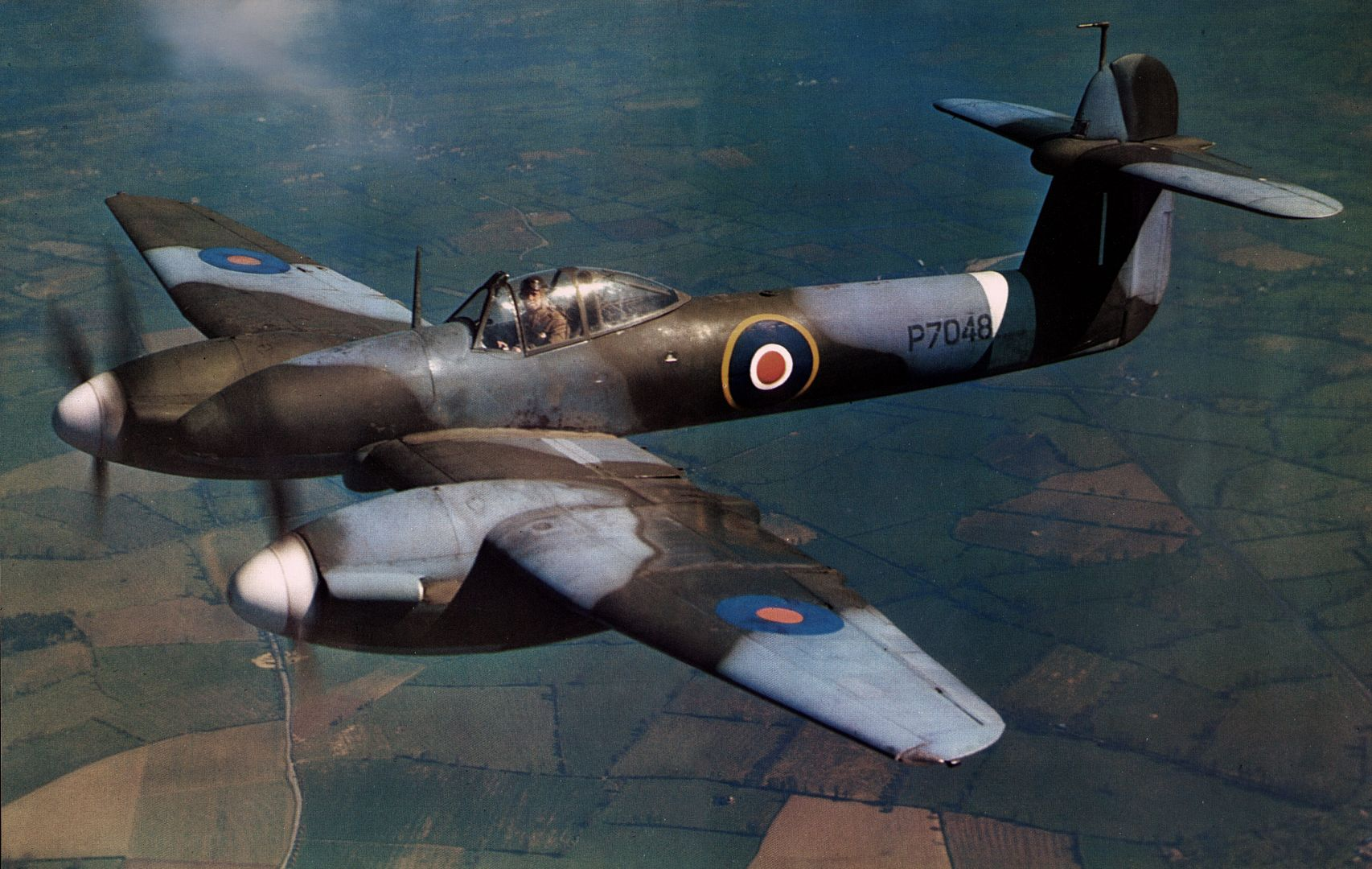
Un Westland Whirlwind volando en la Segunda Guerra Mundial.

El  Westland Whirlwind fue un caza pesado bimotor británico desarrollado por Westland Aircraft. Fue contemporáneo del Supermarine Spitfire y Hawker Hurricane, y el primer caza de asiento único bimotor armado con cañones de la Real Fuerza Aérea británica.
Cuando voló por primera vez en 1938, el Whirlwind fue uno de los aviones de combate más rápido del mundo y, con cuatro cañones automáticos Hispano-Suiza HS.404, el más fuertemente armado. Prolongados problemas de desarrollo con sus motores Rolls-Royce Peregrine retrasaron el proyecto y se construyeron pocos ejemplares. Durante la Segunda Guerra Mundial, sólo tres escuadrones de la Real Fuerza Aérea estuvieron equipados con el Whirlwind. A pesar de su éxito como avión de caza y de ataque a tierra, fue retirado de servicio en 1943.